# Жуково-Вавжонкі
Жуково-Вавжонкі (пол. Żukowo-Wawrzonki) — село в Польщі, у гміні Рацьонж Плонського повіту Мазовецького воєводства.
Населення — 247 осіб (2011).
У 1975-1998 роках село належало до Цехановського воєводства.

## Демографія
Демографічна структура станом на 31 березня 2011 року:
|          | Загалом | Допрацездатний вік | Працездатний вік | Постпрацездатний вік |
| -------- | ------- | ------------------ | ---------------- | -------------------- |
| Чоловіки | 139     | 37                 | 87               | 15                   |
| Жінки    | 108     | 27                 | 55               | 26                   |
| Разом    | 247     | 64                 | 142              | 41                   |